# 陈漱渝
陈漱渝（1941年7月25日—），男，湖南长沙人，生于四川重庆，中国现代文学研究家，北京鲁迅博物馆原副馆长、鲁迅研究室主任，第九、十届全国政协委员。